# Pica-pau-rei
Pica-pau-robusto ou pica-pau-rei (Campephilus robustus) é um pica-pau florestal, encontrado no Paraguai, Argentina e Brasil, do estado de Goiás e Bahia até o Rio Grande do Sul, sendo o maior pica-pau brasileiro. Tal ave mede cerca de 36 cm de comprimento, cabeça e pescoço vermelhos, asas e cauda negras e partes inferiores barradas. Também é conhecido pelos nomes de carpinteiro, pica-pau-de-cabeça-vermelha, pica-pau-galo, pica-pau-grande e pica-pau-soldado.